# Flecha Valona Femenina 2016
La 19.ª edición  de la Flecha Valona Femenina se celebró el 20 de abril de 2016, sobre un recorrido de 137 km con inicio y final en la ciudad de Huy en Bélgica. El recorrido incluyó dos subidas al Muro de Huy, siendo la segunda de ellas la meta. La carrera fue puntuable para el UCI World Tour 2016, con una categoría de 1.WWT.
La neerlandesa Anna van der Breggen, del equipo Rabo Liv Women, logró la victoria por segundo año consecutivo. El podio lo completaron las estadounidenses Evelyn Stevens y Megan Guarnier.

## Clasificación final
| \| Clasificación general \| Clasificación general \| Clasificación general \| Clasificación general \| Clasificación general \| \| Ciclista \| Ciclista \| Equipo \| Tiempo \| \| \| --------------------- \| --------------------- \| --------------------- \| --------------------- \| --------------------- \| \| 1.ª \| Anna van der Breggen \| Rabo Liv Women \| 3 h 50 min 36 s \| \| \| 2.ª \| Evelyn Stevens \| Boels Dolmans \| + 8 s \| \| \| 3.ª \| Megan Guarnier \| Boels Dolmans \| + 22 s \| \| \| 4.ª \| Katarzyna Niewiadoma \| Rabo Liv Women \| + 23 s \| \| \| 5.ª \| Elisa Longo Borghini \| Wiggle High5 \| + 25 s \| \| \| 6.ª \| Alena Amialiusik \| Canyon-SRAM Racing \| + 38 s \| \| \| 7.ª \| Emma Johansson \| Wiggle High5 \| + 43 s \| \| \| 8.ª \| Katrin Garfoot \| Orica-AIS \| + 45 s \| \| \| 9.ª \| Marianne Vos \| Rabo Liv Women \| + 48 s \| \| \| 10.ª \| Jolanda Neff \| Servetto Footon \| + 48 s \| \| |                      |                    |                 |
| |                      |                    |                 |
| Fuentes: ProCyclingStats Cycling Quotient |                      |                    |                 |
| Clasificación general |                      |                    |                 |
| Ciclista | Ciclista             | Equipo             | Tiempo          |
| 1.ª | Anna van der Breggen | Rabo Liv Women     | 3 h 50 min 36 s |
| 2.ª | Evelyn Stevens       | Boels Dolmans      | + 8 s           |
| 3.ª | Megan Guarnier       | Boels Dolmans      | + 22 s          |
| 4.ª | Katarzyna Niewiadoma | Rabo Liv Women     | + 23 s          |
| 5.ª | Elisa Longo Borghini | Wiggle High5       | + 25 s          |
| 6.ª | Alena Amialiusik     | Canyon-SRAM Racing | + 38 s          |
| 7.ª | Emma Johansson       | Wiggle High5       | + 43 s          |
| 8.ª | Katrin Garfoot       | Orica-AIS          | + 45 s          |
| 9.ª | Marianne Vos         | Rabo Liv Women     | + 48 s          |
| 10.ª | Jolanda Neff         | Servetto Footon    | + 48 s          |

## UCI WorldTour Femenino
La Flecha Valona Femenina otorga puntos para el UCI WorldTour Femenino 2016, incluyendo a todas las corredoras de los equipos en las categorías UCI Team Femenino. Las siguientes tablas muestran el baremo de puntuación y las 10 corredoras que obtuvieron más puntos:
| Posición   | 1.ª | 2.ª | 3.ª | 4.ª | 5.ª | 6.ª | 7.ª | 8.ª | 9.ª | 10.ª | 11.ª | 12.ª | 13.ª | 14.ª | 15.ª | 16.ª | 17.ª | 18.ª | 19.ª | 20.ª |
| Puntuación | 120 | 100 | 85  | 70  | 60  | 50  | 40  | 35  | 30  | 25   | 20   | 18   | 16   | 14   | 12   | 10   | 8    | 6    | 4    | 2    |

| 1.ª  | Anna van der Breggen | Rabo Liv Women     | 120 |
| 2.ª  | Evelyn Stevens       | Boels Dolmans      | 100 |
| 3.ª  | Megan Guarnier       | Boels Dolmans      | 85  |
| 4.ª  | Katarzyna Niewiadoma | Rabo Liv Women     | 70  |
| 5.ª  | Elisa Longo Borghini | Wiggle High5       | 60  |
| 6.ª  | Alena Amialiusik     | Canyon-SRAM Racing | 50  |
| 7.ª  | Emma Johansson       | Wiggle High5       | 40  |
| 8.ª  | Katrin Garfoot       | Orica-AIS          | 35  |
| 9.ª  | Marianne Vos         | Rabo Liv Women     | 30  |
| 10.ª | Jolanda Neff         | Servetto Footon    | 25  |